# Tell Them Who You Are
Tell Them Who You Are es una película de documental y biografía de 2004, dirigida por Mark Wexler, que a su vez la escribió junto a Robert DeMaio, musicalizada por Blake Leyh y los protagonistas son Michael Douglas, Jane Fonda y Tom Hayden, entre otros. El filme fue realizado por Wexler’s World, se estrenó el 6 de septiembre de 2004.

## Sinopsis
El hijo del vitoreado director de fotografía Haskell Wexler se enfrenta a su complicado padre tomándolo con la cámara. Lo que surge es una imagen de un temperamento difícil y el recorrido de un hijo que se aleja de la sombra de un padre con fama.